# Cosmogonie dogon

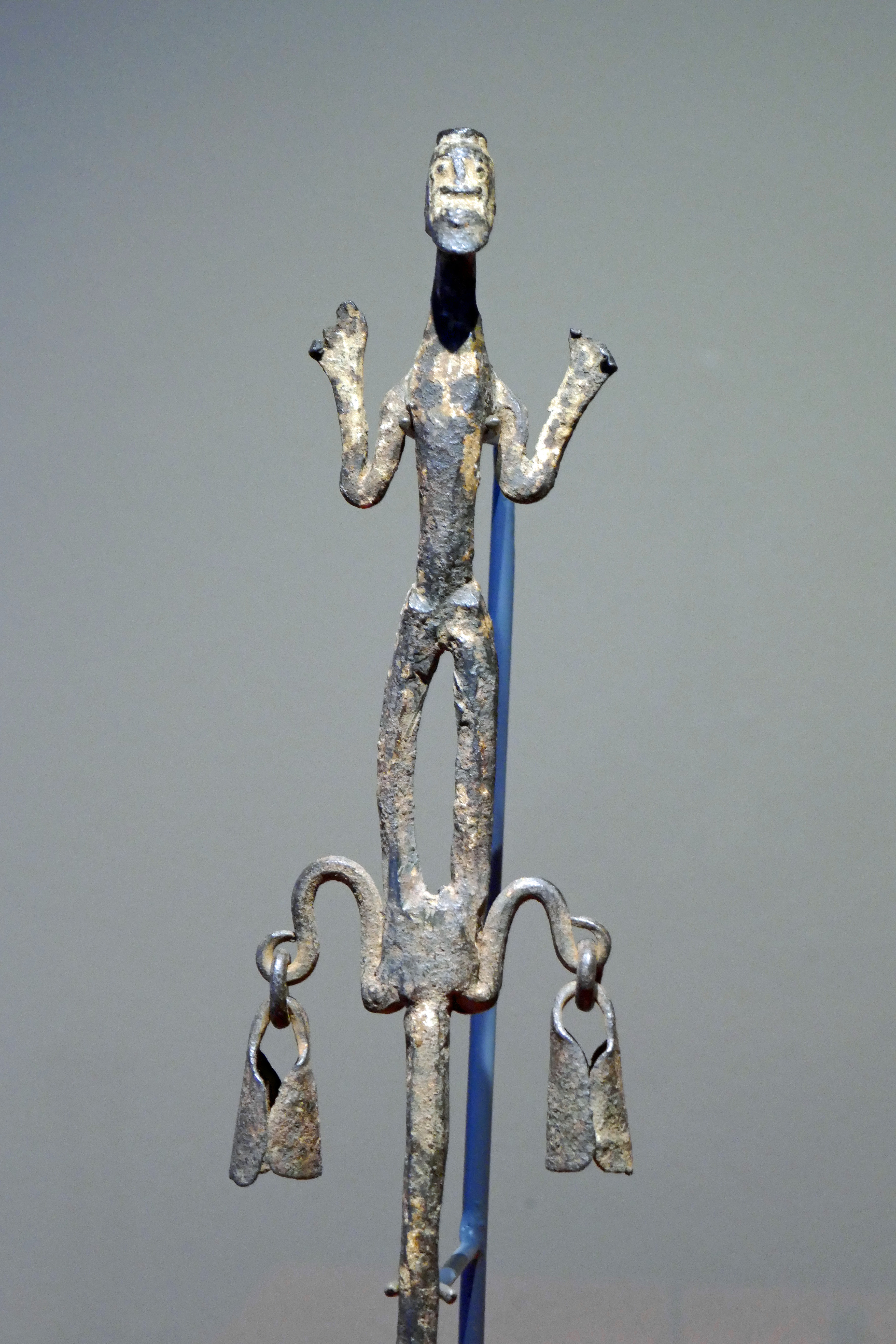
Bâton rituel Dogon (détail)

Bâtie sur une longue tradition, la cosmogonie dogon correspond à l'explication de la création du monde selon les Dogons. Elle révèle des mondes stratifiés, "une pluralité des mondes, des univers stellaires à l'infini..."  avec à chaque stade (terre) une catégorie d'hommes simples et d'autres imaginés ("hommes à cornes", "hommes à queue", "hommes ailés", "hommes rampants"). C'est une cosmogonie empreinte de connaissances des corps célestes dans un univers d'une immensité infinie, connaissances pour certaines confirmées (ou apportées, voire infirmées comme pour le satellite de Vénus) par l'astronomie moderne. Les mythes religieux des Dogons ont été enseignés par l'Ancien Ogotemmêli à l’anthropologue Marcel Griaule en 1946, après qu'il eut vécu 15 ans auprès d'eux. Il a pu coucher sur papier une mythologie jusqu'alors exclusivement orale. Si le peuple dogon est apparu au XIIIe siècle, la date de l'apparition du culte, probablement antérieur, est encore inconnue .

## Les mythes créateurs

### Version deMasques Dogon
La version des masques est tirée des premiers travaux de Marcel Griaule, qui offrent une ébauche de cosmogonie : le dieu unique Amma créa la Terre et le Ciel, l'esprit de l'Eau Nommo ainsi que les génies Andouboumboulou. Puis Amma élabora les plantes, et enfin les hommes. La mort n'existe pas encore et les êtres âgés se transforment en serpents. Le premier décès fut provoqué par un perturbateur, l'adversaire du dieu Amma : l'animal Yourougou (faussement identifié à l'époque comme un chacal).

### Version deDieu d'eau
Cette version plus récente fut transcrite des enseignements d'Ogotemmêli, qui fit accéder Marcel Griaule à un stade supérieur d'initiation. Selon cette seconde version, à l'origine de toutes créations se trouve Amma, dieu suprême habitant les régions célestes. Il est un potier et a créé les étoiles en jetant des boulettes de terre dans le ciel. Il créa le soleil et la lune en modelant deux poteries blanches, une cerclée d'une spirale de cuivre rouge, l'autre de cuivre blanc. D'un autre morceau de glaise, il forma la Terre qui est une femme, une fourmilière est son sexe et une termitière son clitoris. Il en fit son épouse, mais la termitière se dressa en rivale du sexe mâle, et Amma dut l'abattre ; ce fut la première excision. Un fils unique, donc imparfait, naquit de l'union, Yurugu ou le Renard pâle. Il introduisit le désordre. La terre excisée fut plus docile à son époux et mit au monde le Nommo, à la fois mâle et femelle, couple idéal, maître de l'eau et de la parole.
Le Renard pâle, unique et donc imparfait, principe de désordre, commit l'inceste avec sa mère parce qu'il ne trouvait pas de compagne, et c'est alors qu'apparut le sang menstruel, impur parce que signe de stérilité. Errant sans cesse à la recherche d'une épouse, il ne connaît que la première parole, celle qu'il révèle aux devins.
Amma façonna avec de l'argile un couple humain, qui devait donner naissance aux huit ancêtres. C’est alors qu’entra en scène, pour de nouvelles tâches, le couple des Nommo;  Il prévoyait que la règle fondamentale des  naissances  doubles  allait  être abolie et qu’il pourrait en résulter des fautes comparables à celles du Chacal, né unique. Car c’est à cause de sa solitude que le premier fils de Amma agit ainsi. Ainsi, chaque être humain, dès  l’origine, fut  nanti  de deux âmes de sexes différents, ou plutôt de deux principes correspondant à deux personnes distinctes à l’intérieur de chacun. Pour l’homme, l’âme femelle siégea dans le prépuce. Pour la femme, l’âme mâle fut supportée par le clitoris. Mais la prescience du Nommo lui montra sans doute les inconvénients de ce pis-aller. La vie  des  hommes  ne pouvait  s’accommoder  de ces êtres doubles; il fallait décider chacun  à  verser  dans  le  sexe  pour  lequel  il  était apparemment le mieux fait. Le Nommo circoncit donc l’homme, rayant ainsi en lui toute la féminité du prépuce. Il fait de même en excisant la femme de son clitoris.
Nommo leur enseigna la parole, liée à l'humidité, ainsi qu'au tissage car elle est faite de questions et de réponses entrelacées. De ces ancêtres naquirent quatre-vingts descendants qui essaimeront sur la Terre entière et sont à l’origine de la division du peuple dogon en huit familles. Ainsi, l’humanité s’organisait dans ce pis-aller, on plaquait l’âme double, dessinée au sol, au nouveau-né en le tenant par les hanches, mains et pieds posés sur terre. Puis, l’âme encombrante était rognée ; et l’humanité poursuivait cahin-caha son destin obscur.
La mythologie explique donc, outre l'origine du monde, le fondement des coutumes, comme l'excision des filles et la réclusion des femmes réglées. Mais il apparaît que le mythe est, lui-même, symbole de convictions plus profondes. Ainsi la dualité mâle-femelle, nécessaire à la vie, est source de conflit jusqu'au cœur même de chaque individu. C'est pourquoi un garçon ne devient pleinement homme qu'à la circoncision, qui le débarrasse de son principe féminin. L'opposition, celle du Nommo idéal et du Renard maudit, est elle aussi complémentaire, puisque le Renard est l'inspirateur des devins que chacun consulte dans les moments difficiles. Il n'y a donc pas de mal absolu, mais rupture d'un équilibre, ou violation, volontaire ou non, d'un interdit, qu'un rituel approprié compensera.

### Sources et bibliographie
- Théophile Obenga, Volney et le sphinx de Cheikh Anta Diop, Édition Présence Africaine, 2000, p. 156.
- Marcel Griaule, Dieu d'eau, Librairie Arthème Fayard, Paris, 1975, 224 p.
- Marcel Griaule & Germaine Dieterlen, Le Renard pâle. I : Le Mythe cosmogonique, Fase, l : La Création du monde. In: L'Homme, 1993, tome 33 n°125.